# Discoelius cuyanus
Discoelius cuyanus är en stekelart som beskrevs av Brethes 1903. Discoelius cuyanus ingår i släktet tapetserargetingar, och familjen Eumenidae. Inga underarter finns listade i Catalogue of Life.